# Norman J. Warren
Norman J. Warren (Londra, 25 giugno 1942 – 11 marzo 2021) è stato un regista, montatore, produttore cinematografico e sceneggiatore inglese.
È molto conosciuto per i suoi film horror girati negli anni Settanta: Satan's Slave (1976), Terrore ad Amityville Park (1977) e Delirium House - La casa del delirio (1978). Warren è anche conosciuto per alcune commedie sexy come Outer Touch.

## Carriera
Fan del cinema dall'infanzia, Warren entrò nell'industria cinematografica come runner in La miliardaria (1960) e come aiuto regista (The Dock Brief, 1962) prima di dirigere il cortometraggio Fragment nel 1965. L'indiano Bachoo Sen (1934–2002), proprietario dell'Astral Cinema di Brewer Street, a Londra, interessato nella produzione di film, vide Fragment e successivamente convinse Warren a dirigere due film erotici, Her Private Hell (1967) e Loving Feeling (1968). Entrambi i film furono un successo, ma Warren ricevette ben pochi profitti.
Non volendo restare stereotipato come regista di film erotici, Warren rifiutò di realizzare un terzo film per Sen e dopo anni impiegati a racimolare il denaro necessario, diresse Satan's Slave (1976), il primo di una serie di film horror da lui diretti.
Dal 1987 Warren ha smesso di dirigere film, ma continua a realizzare video musicali e cortometraggi a scopo didattico come Person to Person, un film della BBC destinata agli studenti di lingua inglese.

## Filmografia

### Regista
- Fragment (1965) Cortometraggio
- Her Private Hell (1968)
- Loving Feeling (1968)
- Satan's Slave (1976)
- Terrore ad Amityville Park (Prey) (1977)
- Delirium House - La casa del delirio (Terror)  (1978)
- Outer Touch (1979)
- Inseminoid - Un tempo nel futuro (Inseminoid) (1981)
- Warbirds Air Display (1984) Cortometraggio documentario
- Gunpowder (1986)
- Bloody New Year (1987)
- Incident (2012) Cortometraggio

### Sceneggiatore
- Fragment (1965) Cortometraggio
- Loving Feeling (1968)
- Bloody New Year (1987)
- Incident (2012) Cortometraggio

### Produttore
- Subterranean Universe: Making 'Inseminoid' (2005) Documentario

### Attore
- Daddy Cross (2011) Cortometraggio (voce)